# Grammy Award
Grammy Awards (oprindeligt Gramophone Awards) er en række amerikanske musikpriser uddelt af Recording Academy for årets bedste præstationer inden for musikbranchen. Grammy betragtes som musikindustriens svar på filmbranchens Oscar. Uddelingen holdes normalt i februar og der er i øjeblikket ikke mindre end 108 kategorier. 
Grammy regnes sammen med Billboard Music Award, American Music Awards, og Rock and Roll Hall of Fame for at være én af de fornemste musikpriser i USA. Det årlige Grammy show er en af de største kommercielle begivenheder i den amerikanske musikindustri, og showet tv-transmitteres over hele verden, heriblandt Danmark.
Grammy-priserne uddeles efter afstemning blandt medlemmerne af Recording Academy. 
Selv meget populære kunstnere som Elvis Presley, Christina Aguilera, Britney Spears, The Beatles, Pink Floyd, The Rolling Stones og Metallica har kun modtaget få Grammy priser. I den forbindelse er det dog værd at huske, at den første Grammy-uddeling fandt sted i 1959, flere år efter Elvis Presleys debut.
Grammy-året regnes fra perioden 1. oktober til 30. september. Et album udgivet i november kan således først komme på tale til en Grammy året efter. Det gjaldt f.eks. John Lennon og Yoko Onos Double Fantasy, udsendt i november 1980, modtager af en Grammy for årets album for 1981.
Adskillige danskere har været nomineret til en Grammy Award, men kun tre har vundet. Komponisten Bent Fabricius-Bjerre vandt som den første dansker i 1963 for Best Rock and Roll Recording for instrumentalnummeret "Alley Cat". I 1990 vandt trompetist Palle Mikkelborg en Grammy for Best Jazz Instrumental Performance, Big Band for at have komponeret musikken til Miles Davis' Aura. Det danske vokalensamble Ars Nova Copenhagen vandt i 2010 prisen som Best Small Ensemble Performance sammen med Theatre of Voices for albummet The Little Match Girl Passion, der var baseret på H.C. Andersens "Den lille Pige med Svovlstikkerne".
Den tilsvarende pris i Danmark er Danish Music Awards, som tidligere var kendt som Danish Grammy.

## Priskategorier
- Årets indspilning
- Årets album
- Årets sang
- Bedste nye kunstner
- Grammy Hall of Fame
- Grammy Legend Award
- Grammy Lifetime Achievement Award
- Grammy Tech Award
- Grammy Trustees Award

## Danskere ved Grammy Awards
Listen indeholder udvalgte danske artister der har været nomineret eller vundet en pris ved Grammy Awards. 
| År   | Nomineret værk | Kategori                                                  | Resultat  | Kilde  |
| ---- | --- | --------------------------------------------------------- | --------- | ------ |
| 1963 | Bent Fabricius-Bjerre for "Alley Cat" | Best Rock and Roll Recording                              | Vundet    | [ 2 ]  |
| 1978 | Radiosymfoniorkestret, Radiokoret, John Frandsen, Ib Hansen, Tonny Landy, Mogens Schmidt Johansen, Gurli Plesner, Gert Bastian, Christian Sørensen, Edith Brodersen, Tove Hyldgaard, Jørgen Klint, Aage Haugland, Ove Verner Hansen for Carl Nielsen: Maskarade | Album of the Year - Classical                             | Nomineret | [ 3 ]  |
| 1978 | Radiosymfoniorkestret, Radiokoret, John Frandsen, Ib Hansen, Tonny Landy, Mogens Schmidt Johansen, Gurli Plesner, Gert Bastian, Christian Sørensen, Edith Brodersen, Tove Hyldgaard, Jørgen Klint, Aage Haugland, Ove Verner Hansen for Carl Nielsen: Maskarade | Best Opera Recording                                      | Nomineret | [ 3 ]  |
| 1990 | Palle Mikkelborg for Aura af Miles Davis | Best Jazz Instrumental Performance, Big Band              | Vundet    | [ 4 ]  |
| 1997 | Radiosymfoniorkestret, Radiokoret, Thomas Dausgaard, Inga Nielsen, Inger Dam-Jensen, Henriette Bonde-Hansen, Marianne Rørholm, Gert Henning-Jensen, Johannes Mannov, Johan Reuter, Guido Paevatalu for F.L.Æ. Kunzen: Holger Danske                             | Best Opera Recording                                      | Nomineret | [ 5 ]  |
| 1998 | Radiosymfoniorkestret for Symphony No. 4 af Per Nørgård, Radiosymfoniorkestret, Leif Segerstam | Best Classical Contemporary Composition                   | Nomineret | [ 6 ]  |
| 2000 | Carsten Schack (Soulshock) og Kenneth Karlin for "Heartbreak Hotel" af Whitney Houston featuring Faith Evans og Kelly Price | Best R&B Song                                             | Nomineret | [ 7 ]  |
| 2000 | Radiosymfoniorkestret, Radiokoret, Ulf Schirmer, Aage Haugland, Susanne Resmark, Gert Henning-Jensen, Bo Skovhus, Kurt Ravn, Henriette Bonde-Hansen for Carl Nielsen: Maskarade                                                                                 | Best Classical Album                                      | Nomineret | [ 8 ]  |
| 2000 | Radiosymfoniorkestret, Radiokoret, Ulf Schirmer, Aage Haugland, Susanne Resmark, Gert Henning-Jensen, Bo Skovhus, Kurt Ravn, Henriette Bonde-Hansen for Carl Nielsen: Maskarade                                                                                 | Best Opera Recording                                      | Nomineret | [ 8 ]  |
| 2001 | Bo Skovhus for Wozzeck af Alban Berg, Bo Skovhus, Angela Denoke, Chor der Hamburgischen Staatsoper, Philharmonisches Staatsorchester Hamburg, Ingo Metzmacher                                                                                                   | Best Opera Recording                                      | Nomineret | [ 9 ]  |
| 2004 | Phil Larsen for "Come into My World" af Kylie Minogue | Best Dance Recording                                      | Vundet    | [ 10 ] |
| 2006 | Ulla Miilmann for Ole Schmidt: Concertos af Ulla Miilmann, David M.A.P. Palmquist, Jens Bjørn-Larsen, Danish National Symphony Orchestra og Ole Schmidt | Best Instrumental Soloist(s) Performance (with orchestra) | Nomineret |        |
| 2008 | King Diamond for "Never Ending Hill" | Best Metal Performance                                    | Nomineret | [ 11 ] |
| 2010 | Trentemøller for "No You Girls" (Trentemøller remix) af Franz Ferdinand | Best Remixed Recording, Non-Classical                     | Nomineret | [ 12 ] |
| 2010 | Theatre of Voices og Ars Nova Copenhagen for The Little Match Girl Passion af David Lang, Theatre of Voices, Ars Nova Copenhagen og Paul Hillier | Best Small Ensemble Performance                           | Vundet    | [ 12 ] |
| 2011 | Malene Mathiasson, Malthe Fischer, Kristoffer Rom, Nis Svoldgård, og Aske Zidore for Eggs af Oh No Ono | Best Recording Package                                    | Nomineret | [ 13 ] |
| 2012 | Michala Petri for Chinese Recorder Concertos - East Meets West af Tang Jianping, Bright Sheng, Ma Shui-long, Chen Yi, Michala Petri, og Copenhagen Philharmonic                                                                                                 | Best Classical Instrumental Solo                          | Nomineret | [ 14 ] |
| 2013 | Michala Petri og Danish National Vocal Ensemble for "The Nightingale" | Best Choral Performance                                   | Nomineret | [ 15 ] |
| 2014 | Volbeat og King Diamond for "Room 24" | Best Metal Performance                                    | Nomineret | [ 16 ] |
| 2014 | Tabu (Rune Rask og Jonas Vestergaard) for good kid, m.A.A.d city af Kendrick Lamar | Album of the Year                                         | Nomineret | [ 16 ] |
| 2014 | Preben Iwan for Concertos af Vagn Holmboe, Norrköping Symphony Orchestra, Dima Slobodeniouk, Erik Heide, Lars Anders Tomte | Best Classical Compendium                                 | Nomineret | [ 17 ] |
| 2017 | Lukas Graham for "7 Years" | Record of the Year                                        | Nomineret | [ 18 ] |
| 2017 | Lukas Forchhammer, Stefan Forrest, Morten Pilegaard og Morten Ristorp for "7 Years" af Lukas Graham | Song of the Year                                          | Nomineret | [ 18 ] |
| 2017 | Lukas Graham for "7 Years" | Best Pop Duo/Group Performance                            | Nomineret | [ 18 ] |

### Medvirkende
Listen indeholder musikere eller andet teknisk personale, der har medvirket på værker der har været nomineret eller vundet en pris ved Grammy Awards, uden at være direkte nomineret.
| År   | Medvirkende (rolle) | Nomineret værk                                                            | Kategori                                          | Resultat  | Kilde  |
| ---- | --- | ------------------------------------------------------------------------- | ------------------------------------------------- | --------- | ------ |
| 1999 | Carsten Schack (Soulshock) (producer) og Cutfather (Mich Hansen) (producer); Dr. Illington (Lasse Mosegaard) (keyboard) | Queen Latifah – "Fly Girl"                                                | Best Rap Solo Performance                         | Nomineret |        |
| 2000 | Carsten Schack (Soulshock) (producer) og Kenneth Karlin (producer)                                                      | Whitney Houston featuring Faith Evans og Kelly Price – "Heartbreak Hotel" | Best R&B Performance by a Duo or Group with Vocal | Nomineret |        |
| 2009 | Dyre Gormsen (indspilning)                                                                                              | Jason Mraz – We Sing. We Dance. We Steal Things.                          | Best Engineered Album, Non-Classical              | Nomineret |        |
| 2009 | Nikolaj Torp Larsen (el-klaver)                                                                                         | Jason Mraz – "I'm Yours"                                                  | Song of the Year                                  | Nomineret |        |
| 2009 | Nikolaj Torp Larsen (el-klaver)                                                                                         | Jason Mraz – "I'm Yours"                                                  | Best Male Pop Vocal Performance                   | Nomineret |        |
| 2012 | Nikolaj Torp Larsen | CeeLo Green – The Lady Killer                                             | Best Pop Vocal Album                              | Nomineret |        |
| 2013 | Nikolaj Torp Larsen (piano)                                                                                             | Florence and the Machine – Ceremonials                                    | Best Pop Vocal Album                              | Nomineret |        |
| 2014 | Nikolaj Torp Larsen (piano)                                                                                             | Adele – "Skyfall"                                                         | Best Song Written for Visual Media                | Vundet    |        |
| 2015 | Jens Lysdal (komponist, guitar)                                                                                         | Eliza Gilkyson – The Nocturne Diaries                                     | Best Folk Album                                   | Nomineret |        |
| 2017 | Nikolaj Torp Larsen (piano)                                                                                             | Adele – 25                                                                | Album of the Year                                 | Nomineret | [ 19 ] |
| 2017 | Nikolaj Torp Larsen (piano)                                                                                             | Adele – 25                                                                | Best Pop Vocal Album                              | Nomineret | [ 19 ] |
| 2017 | Nikolaj Torp Larsen (piano, Würlitzer, fløjte)                                                                          | Mike Posner – "I Took a Pill in Ibiza"                                    | Song of the Year                                  | Nomineret | [ 19 ] |
| 2017 | Thomas Troelsen (sangskriver)                                                                                           | Justin Bieber – Purpose                                                   | Album of the Year                                 | Nomineret | [ 19 ] |
| 2017 | Thomas Troelsen (sangskriver)                                                                                           | Justin Bieber – Purpose                                                   | Best Pop Vocal Album                              | Nomineret | [ 19 ] |
| 2021 | Frederik Thrane (producer)                                                                                              | Bad Bunny – YHLQMDL                                                       | Best Latin Pop or Urban Album                     | Vundet    | [ 20 ] |

## Ekstern henvisning
- Wikimedia Commons har flere filer relateret til Grammy Award
- Grammy Awards – officielt website